# Czono Penczew
Czono Penczew (ur. 11 grudnia 1994 w Płowdiwie) – bułgarski siatkarz, grający na pozycji rozgrywającego, reprezentant Bułgarii.
Jego starszy brat Nikołaj i brat bliźniak Rozalin są siatkarzami.